# Tour della nazionale maschile di rugby a 15 del Galles 1990
Tra le due edizioni del 1987 e del 1991 della coppa del Mondo, la nazionale gallese di "rugby a 15" si reca varie volte in tour oltremare.
Nel 1990, il Galles visita la Namibia, paese che dopo l'indipendenza è diventato una meta preferita dalle varie nazionali. Il Galles è reduce da pensanti sconfitte nelle ultime partite internazionali e necessita di ritrovare un assetto stabile e trovare nuovi giocatori di alto livello.
Dunque un tour in un paese emergente sarà un'utile occasione per provare con calma nuovi giocatori e nuovi schemi.

## Risultati
| Arbitro: | F.Oosthuizen |

|                        |      |                                                                                          |
|                        | mt   | Fealey 3 O. Williams 2 Ford 2, Ring G.Llewellin, D. Williams Bowling, R.Phillips Buckett |
| Rayer 7, D. Williams 2 | tr   |                                                                                          |
|                        | c.p. | D.Williams                                                                               |

| Arbitro: | P.Theunissen |

|             |      |                            |
| Swatz       | mt   | Parfitt 2, Emyr 2, Bateman |
| Mc Culley   | tr   | Thornburn 3                |
| Mc Culley 3 | c.p. | Thornburn 3                |

| Arbitro: | P. Coetzer |

|            |      |                                             |
|            | mt   | Parfitt, Morris Ring, Emyr Fealey, Reynolds |
|            | tr   | Rayer 5                                     |
| J. Coetzee | c.p. | Rayer 3                                     |
| J. Coetzee | drop |                                             |

| Arbitro: | Alfred Howard |

| |            | |
| Mans | mt         | Bridges, Thorburn |
| McCulley | tr         | Thorburn 2 |
| McCulley | c.p.       | Thorburn 2 |
| 15.Andre Stoop, 14.Gerhard Mans (c), 13.Johan Deysel, 12.Vince du Toit, 11.Ben Swartz, 10.Shaun McCulley, 9.Basie Buitendag, 8.Th.Oosthuizen, 7.A.Skinner, 6.B. Barnard, 5.Arra van der Merwe, 4.Sarel Losper, 3.M. Grobler, 2.St.Smith, 1.Cassie Derks - Non entrati : 16.Eben Beukes,17.Jasper Coetzee, 18.Jaco Coetzee, 19.Moolman Olivier, 21.Grove Smith | Formazioni | 15.Paul Thorburn, 14.Steve Ford, 13.Mark Ring, 12.Allan Bateman, 11.Arthur Jones, 10.Tony Clement, 9.Chris Bridges, 8.Mark Jones, 7.M.Morris, 6.A.Reynolds, 5.Paul Arnold, 4.Glyn Llewellyn, 3.Paul Knight, 2.K.Philips (c), 1.Mike Griffiths - sostituti: , 16.Stuart Parfitt - Non entrati : 17.Steve Fealey, 18.Aled Williams, 19.Keiron Gregory, 20.Jeremy Pugh, 21.Owain Williams |

| Windhoek 5 giugno 1990 | Northern Region | 9 – 67                                                                           | Galles XV |  |
| \| \| \| \| \| Jeffrey \| mt \| Rayer 2, Morris 2 D. Williams 2, Gregory Pugh, S. Williams Parfitt, O . Williams \| \| Olivier \| tr \| Rayer 7 \| \| Olivier \| c.p. \| Rayer 2 \| \| \| drop \| D. Williams \| |                 |                                                                                  |           |  |
| |                 |                                                                                  |           |  |
| Jeffrey | mt              | Rayer 2, Morris 2 D. Williams 2, Gregory Pugh, S. Williams Parfitt, O . Williams |           |  |
| Olivier | tr              | Rayer 7                                                                          |           |  |
| Olivier | c.p.            | Rayer 2                                                                          |           |  |
| | drop            | D. Williams                                                                      |           |  |

| Arbitro: | Alfred Howard |

| |            | |
| Mans, Swartz 2 | mt         | A Jones 2, OL Williams meta tecnica |
| Jaco Coetzee 2, McCulley | tr         | Thorburn 3 |
| Jaco Coetzee, Jasper Coetzee McCulley 2 | c.p.       | Thorburn 3 |
| Jaco Coetzee, Jasper Coetzee | drop       | Clement |
| 15.Jaco Coetzee, 14.Gerhard Mans (c), 13.Johan Deysel, 12.Vince du Toit, 11.Ben Swartz, 10.Shaun McCulley, 9.Basie Buitendag, 8.Theo Oosthuizen, 7.Alex Skinner, 6.Barries Barnard, 5.Arra van der Merwe, 4.Sarel Losper, 3.Manie Grobler, 2.Stephan Smith, 1.Cassie Derks, sostituti: , 16.Jasper Coetzee, Non entrati , 17.Eben Beukes, 18.Moolman Olivier, 19.Japie Vermaak, 20.Grove Smith | Formazioni | 15.Paul Thorburn, 14.Steve Ford, 13.Mark Ring, 12.Allan Bateman, 11.Arthur Jones, 10.Tony Clement, 9.Chris Bridges, 8.Mark Jones, 7.Martyn Morris, 6.Owain Williams, 5.Paul Arnold, 4.Glyn Llewellyn, 3.Paul Knight, 2.Kevin Phillips (c), 1.Mike Griffiths, sostituti: , 16.Aled Williams, 17.Alan Reynolds, Non entrati :, 18.Steve Fealey, 19.Stuart Parfitt, 20.Keiron Gregory, 21.Jeremy Pugh |